# Степановка (Любашёвский район)
Степановка (укр. Степанівка) — село, относится к Любашёвскому району Одесской области Украины.
Население по переписи 2001 года составляло 29 человек. Почтовый индекс — 66531. Телефонный код — 4864. Занимает площадь 0,441 км². Код КОАТУУ — 5123381804.

## Местный совет
66523, Одесская обл., Любашёвский р-н, с. Ивановка